# Municipio de Duncan (Misuri)
El municipio de Duncan (en inglés: Duncan Township) es un municipio ubicado en el condado de Sullivan en el estado estadounidense de Misuri. En el año 2010 tenía una población de 385 habitantes y una densidad poblacional de 2,95 personas por km².

## Geografía
El municipio de Duncan se encuentra ubicado en las coordenadas 40°5′20″N 93°10′0″O / 40.08889, -93.16667. Según la Oficina del Censo de los Estados Unidos, el municipio tiene una superficie total de 130.62 km², de la cual 129,61 km² corresponden a tierra firme y (0.77 %) 1 km² es agua.

## Demografía
Según el censo de 2010, había 385 personas residiendo en el municipio de Duncan. La densidad de población era de 2,95 hab./km². De los 385 habitantes, el municipio de Duncan estaba compuesto por el 97,92 % blancos, el 0,26 % eran afroamericanos, el 0,26 % eran de otras razas y el 1,56 % eran de una mezcla de razas. Del total de la población el 1,56 % eran hispanos o latinos de cualquier raza.